# Socks
Socks, född omkring 1989, död 20 februari 2009, var familjen Clintons katt, den första familjen i USA från 1993 till 2001. Han var en adopterad herrelös katt och Clintons husdjur under administrationen, och hans avbild fanns med på barnversionen av Vita husets webbplats, tillsammans med Clintons hund, Buddy. Efter att president Clinton lämnat ämbetet bodde Socks hos den tidigare Clintonsekreteraren Betty Currie och hennes man, på grund av fortsatta konflikter med Buddy.

## Biografi
Socks föddes troligen i början av 1989, baserat på en veterinärs uppskattning att han skulle ha fyllt 20 i början av 2009. Han var ursprungligen en herrelös katt och adopterades av Clintons 1991 efter att han hoppat i Chelsea Clintons armar när hon lämnade sin pianolärares hus i Little Rock, Arkansas, där han lekte med sitt syskon Midnight, som senare adopterades av en annan familj. Hans namn inspirerades av hans vita tassar,  som liknade de hos titelkaraktären i Beverly Clearys roman Socks.
När Bill Clinton blev president flyttade Socks med familjen från guvernörsresidenset till Vita huset och blev den första familjens huvudsakliga husdjur under Clintons första mandatperiod. Han togs ofta till skolor och sjukhus. Under Clintonadministrationen vägleddes barn som besökte Vita husets webbplats av en tecknad version av Socks.
Bill Clinton beklagade sig senare: "Jag klarade mig bättre med palestinierna och israelerna än jag har gjort med Socks och Buddy." 
När Clintons lämnade Vita huset 2001 togs Buddy till deras nya hem, men lämnade Socks under vård av Bill Clintons sekreterare, Betty Currie. Buddy dog inom ett år efter att ha blivit påkörd av en bil 2002.
I juni 2008 bodde Socks fortfarande med Currie och hennes man i Hollywood, Maryland, cirka 96 kilometer från Washington, men hade en sköldkörtelsjukdom, hår- och viktminskning samt njursjukdom.

### Död
I december 2008 rapporterades Socks vara i sviktande hälsa, tydligen led av cancer. Socks avlivades den 20 februari 2009 i Hollywood, Maryland, efter att ha drabbats av käkcancer. Time hade en dödsannons för Socks. 

### Undersökning
Indianas representant, Dan Burton, dåvarande ordförande för representanthusets tillsynskommitté, ifrågasatte en gång offentligt användningen av Vita husets personal, porto och brevpapper för att svara på post adresserad till katten.

## Bildgalleri

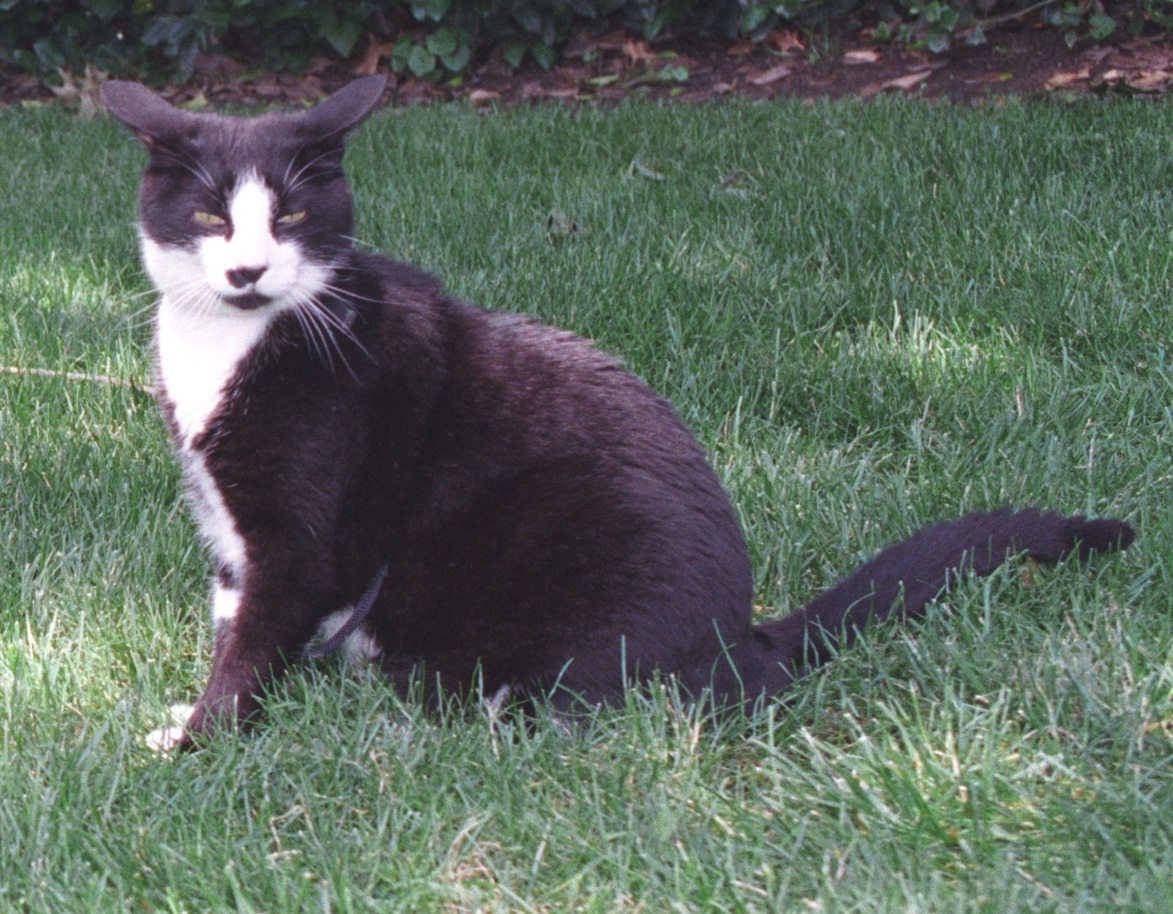
Socks på Vita husets gräsmatta.
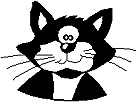
En katt som liknade Socks var värd på barnens version av Vita husets webbplats.
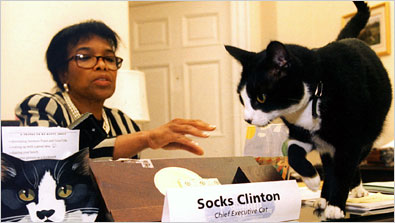
Socks med Betty Currie, president Clintons sekreterare
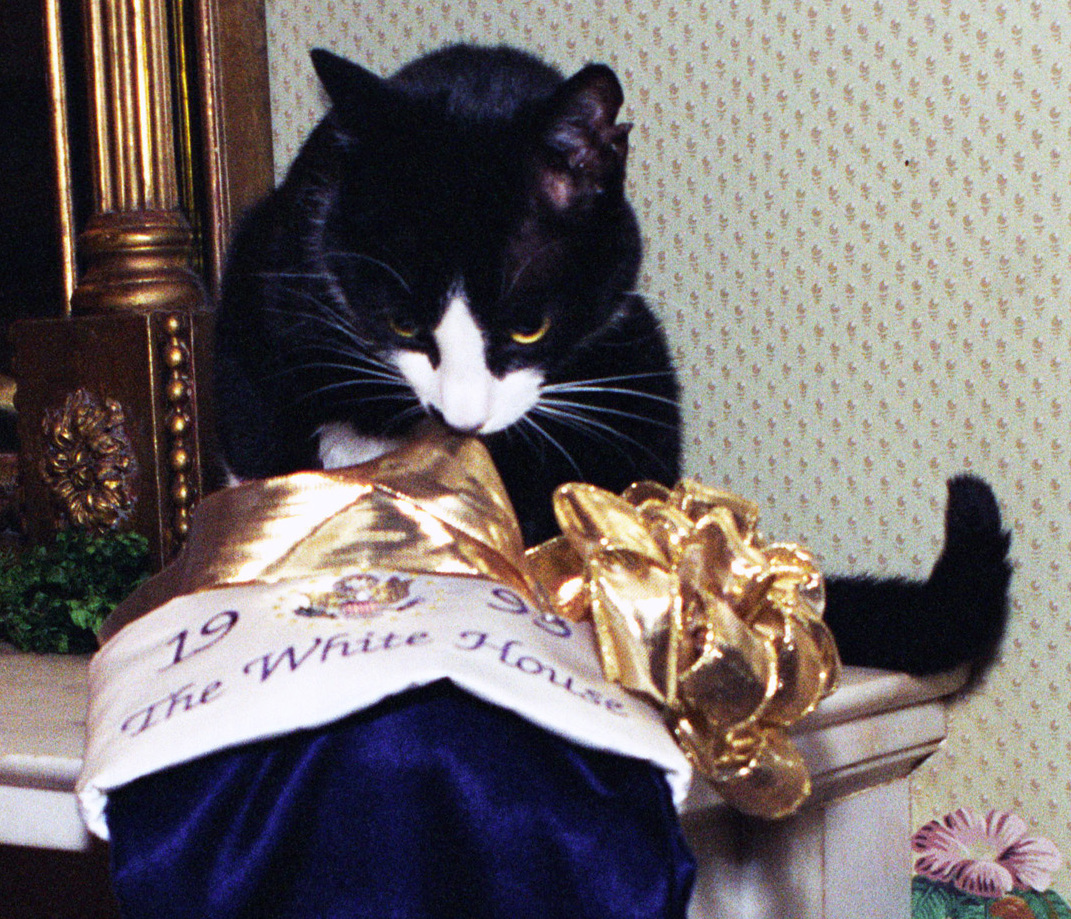
Socks kikar ner i sin julstrumpa 1993
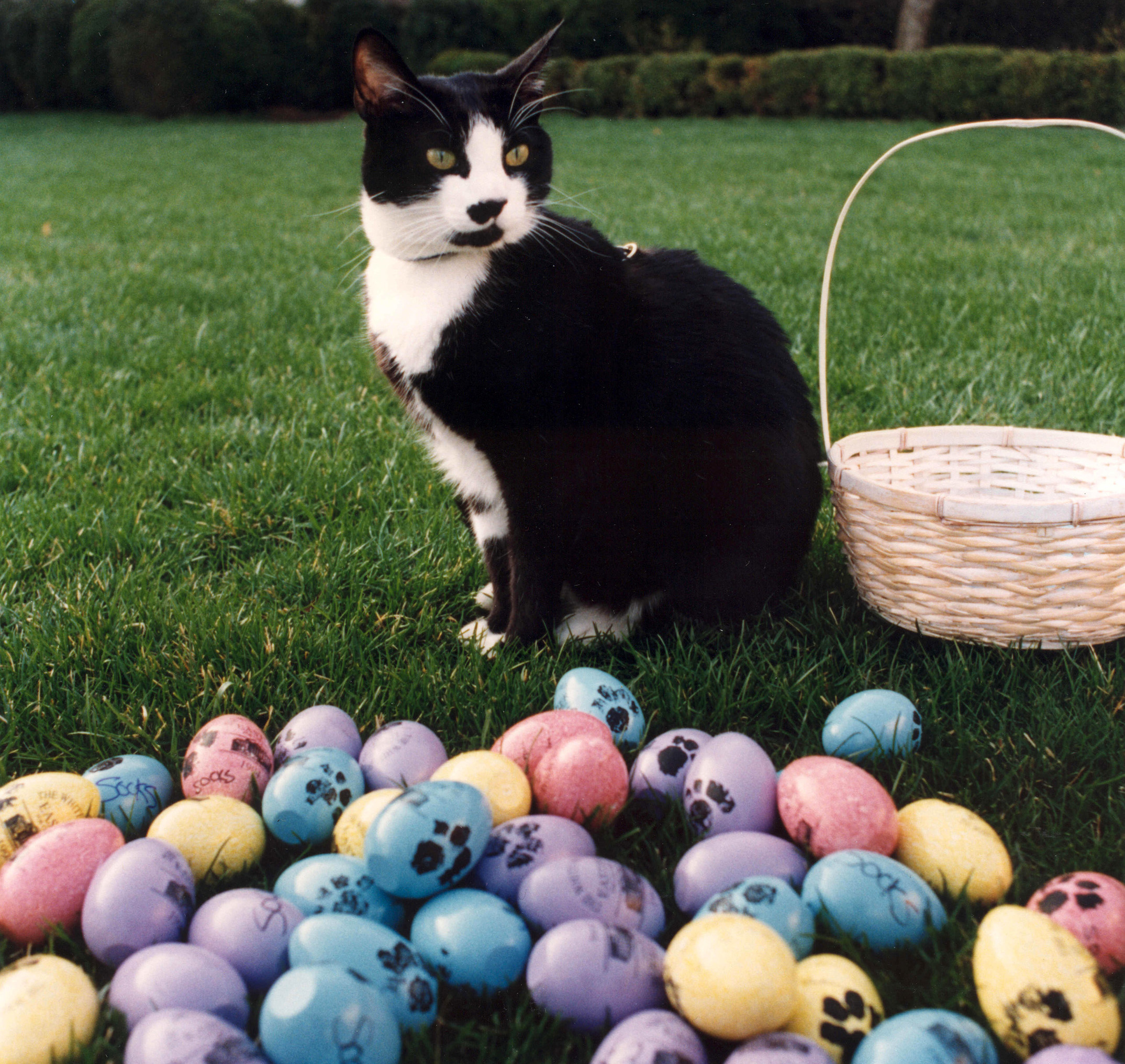
Socks med påskägg 1994
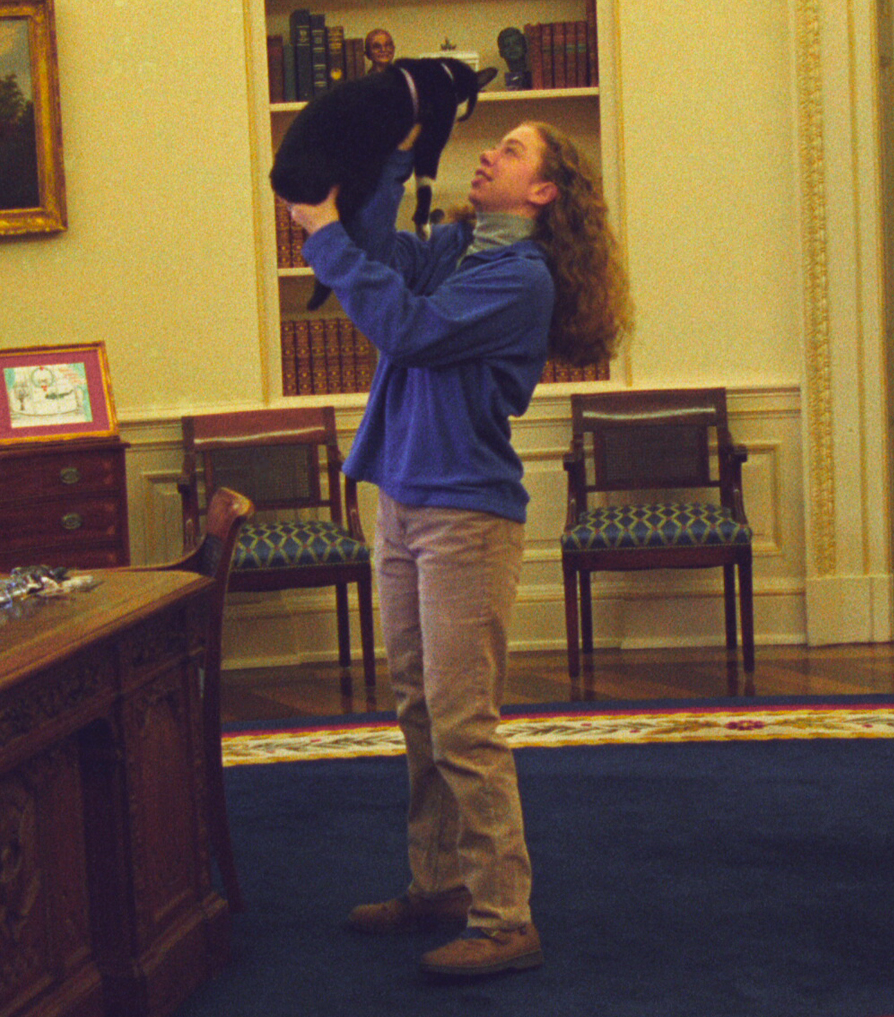
Chelsea Clinton leker med Socks i Ovala rummet 1994
Socks sitter på president Clintons axel 1993
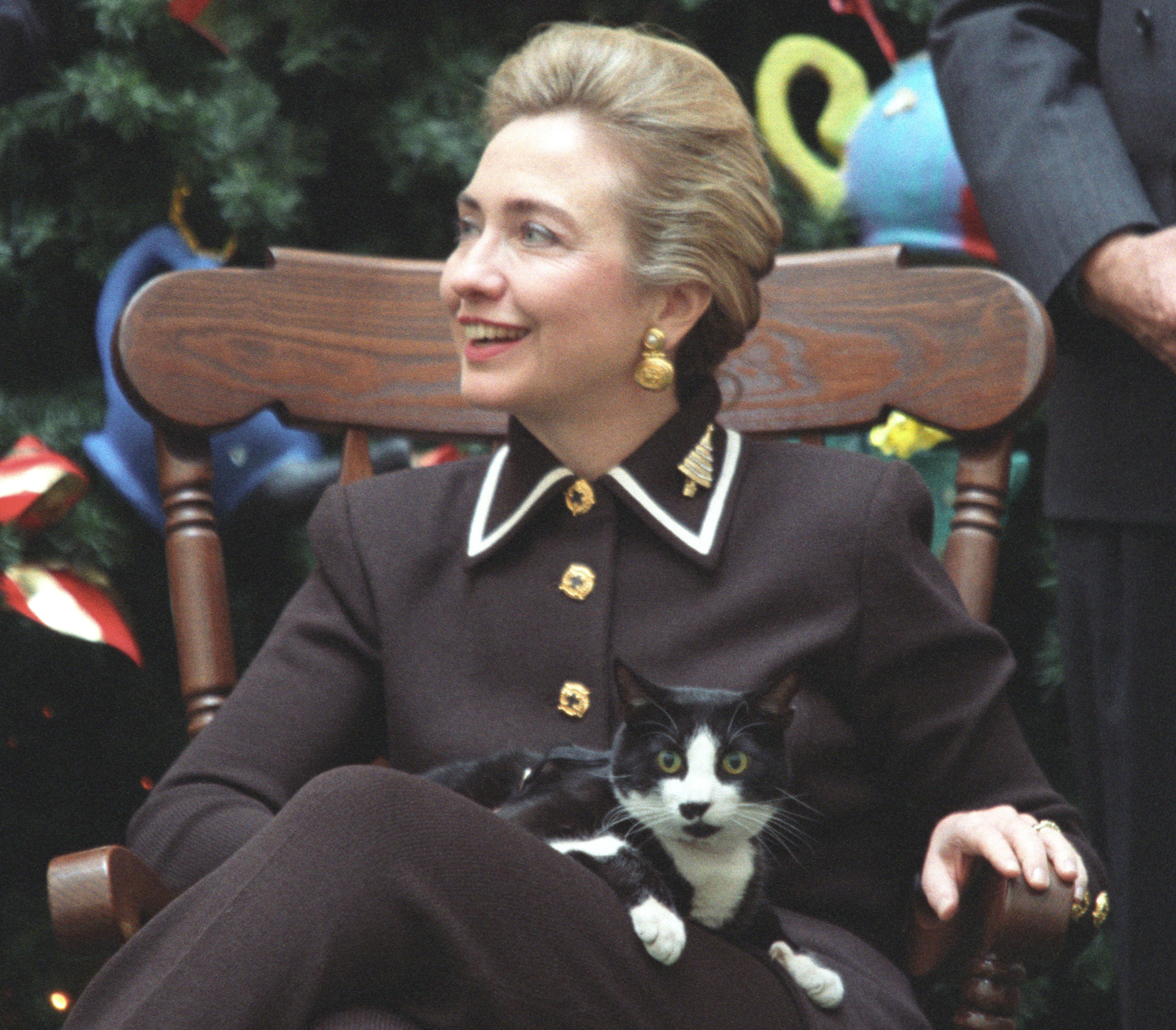
Socks sitter i Hillary Clintons knä 1995
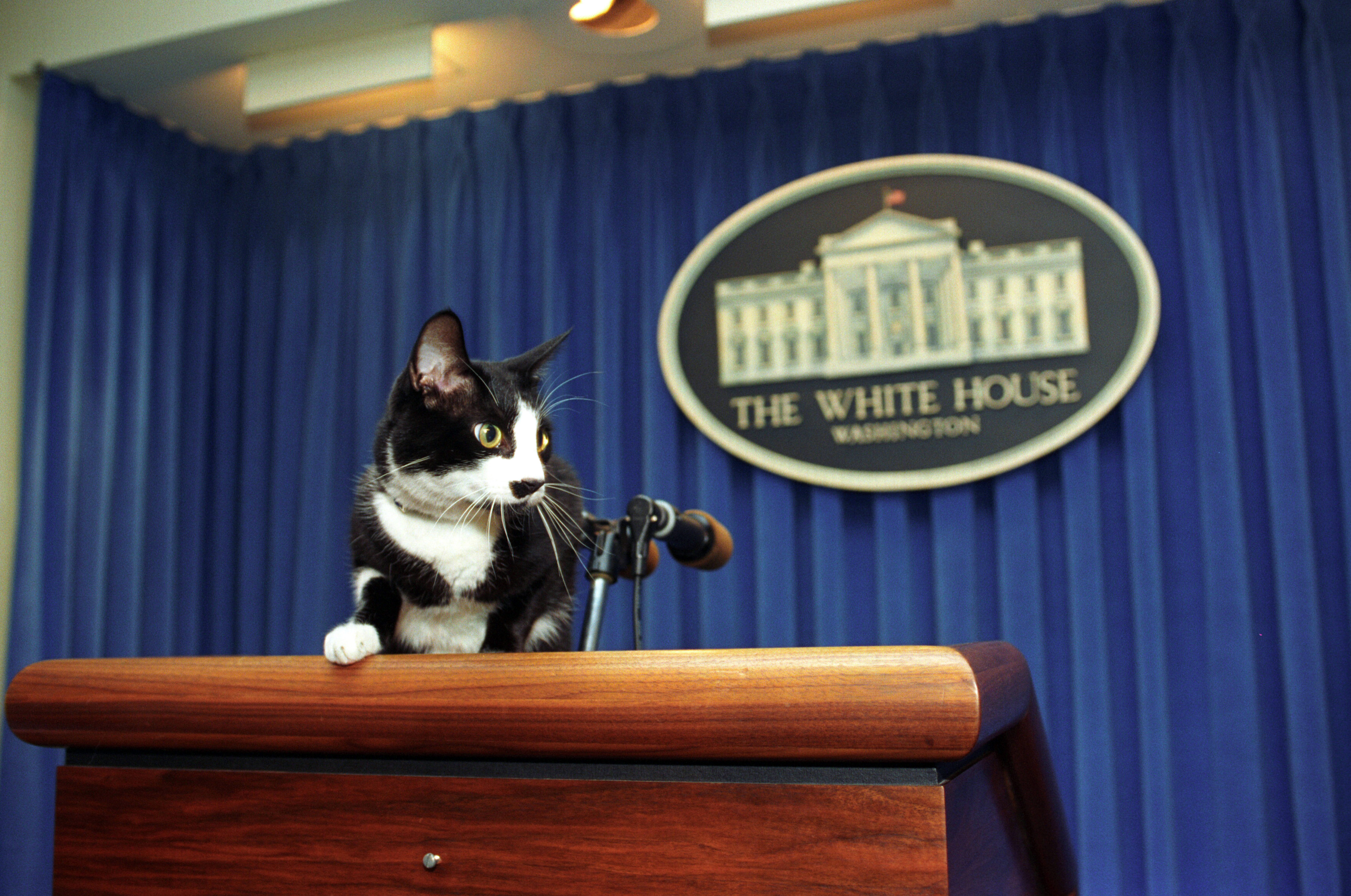
Socks på talarstolen i Vita husets pressrum
Socks sitter på skrivbordet Resolute desk i ovala rummet, 1994
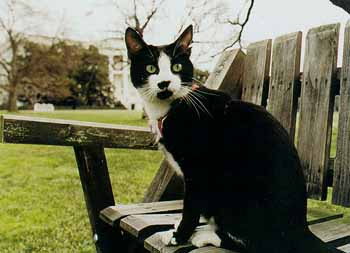
Socks fotograferad på södra gräsmattan vid Vita huset
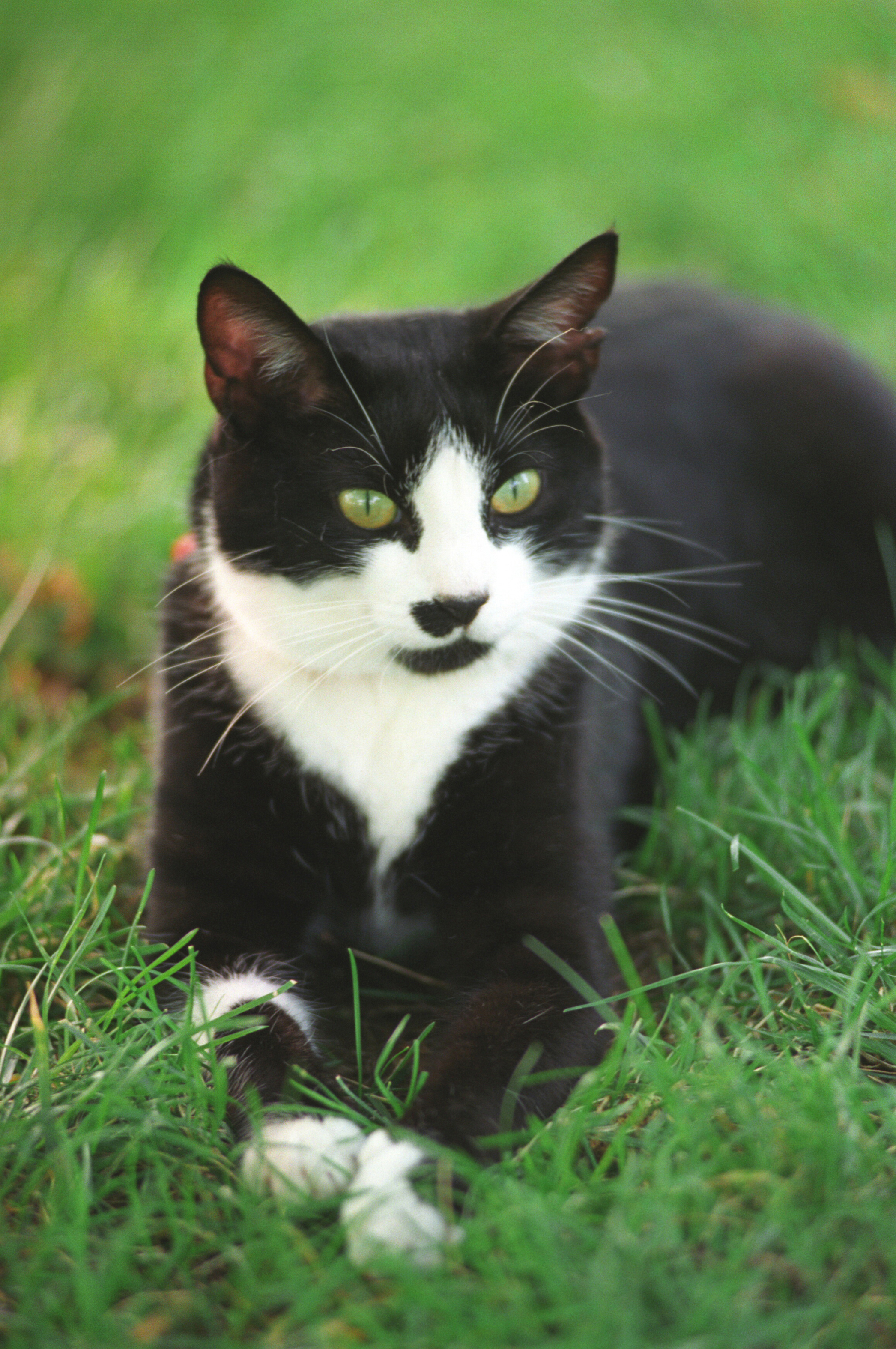
Socks i gräset
President Bill Clintons hustru Hillary Clinton leker med Socks
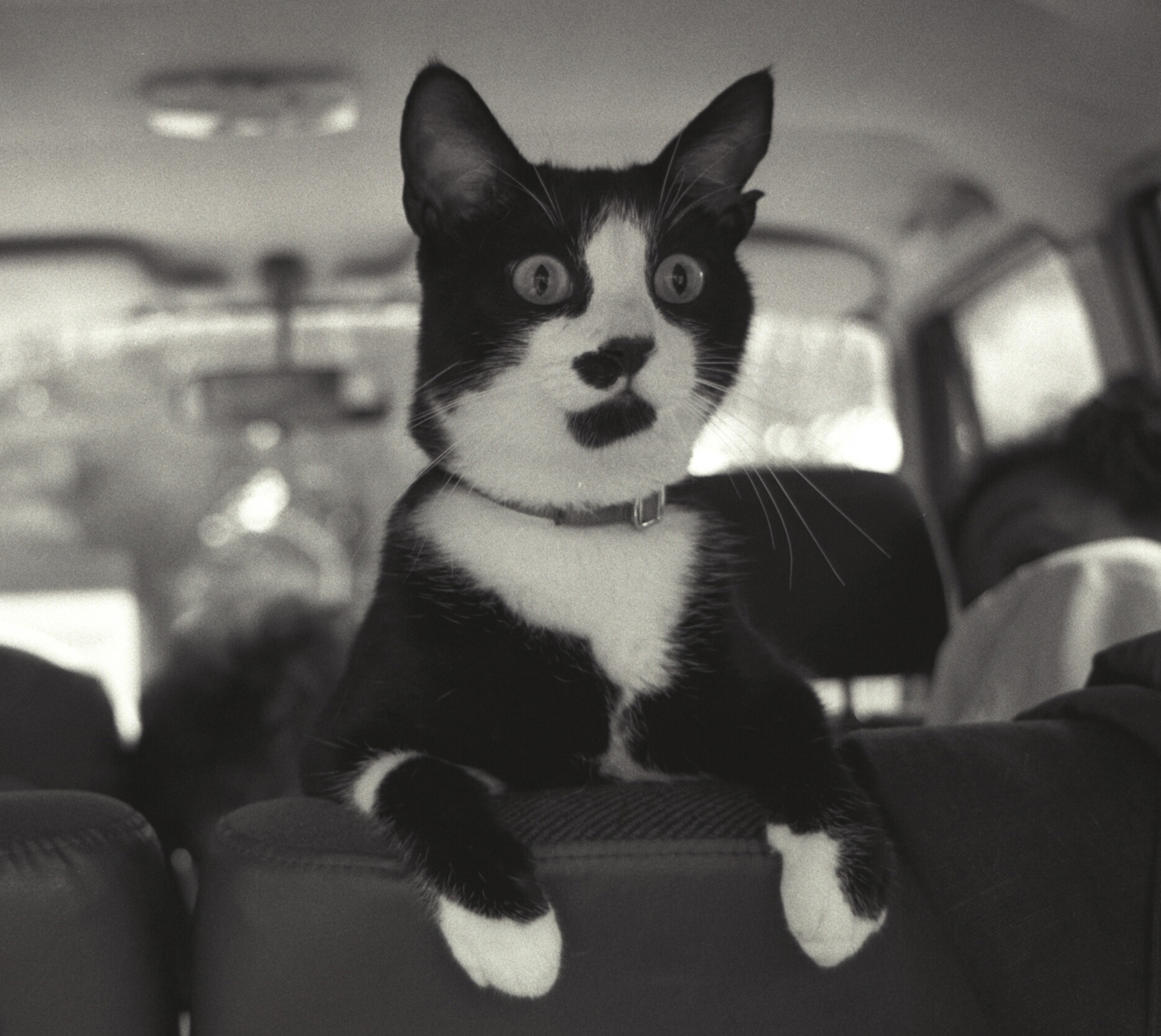
Socks uppflugen i baksätet i en skåpbil